# Geosesarma todaeng
Geosesarma todaeng — вид прісноводних крабів родини Sesarmidae. Описаний у 2023 році.

## Розповсюдження
Ендемік Таїланду. Мешкає у прісноводному болотному лісі у провінції Наратхіват на півдні країни.

## Етимологія
Видова назва todaeng вказує на типове місцезнаходження — селище Бан То Даненг.